# Frank Dillane

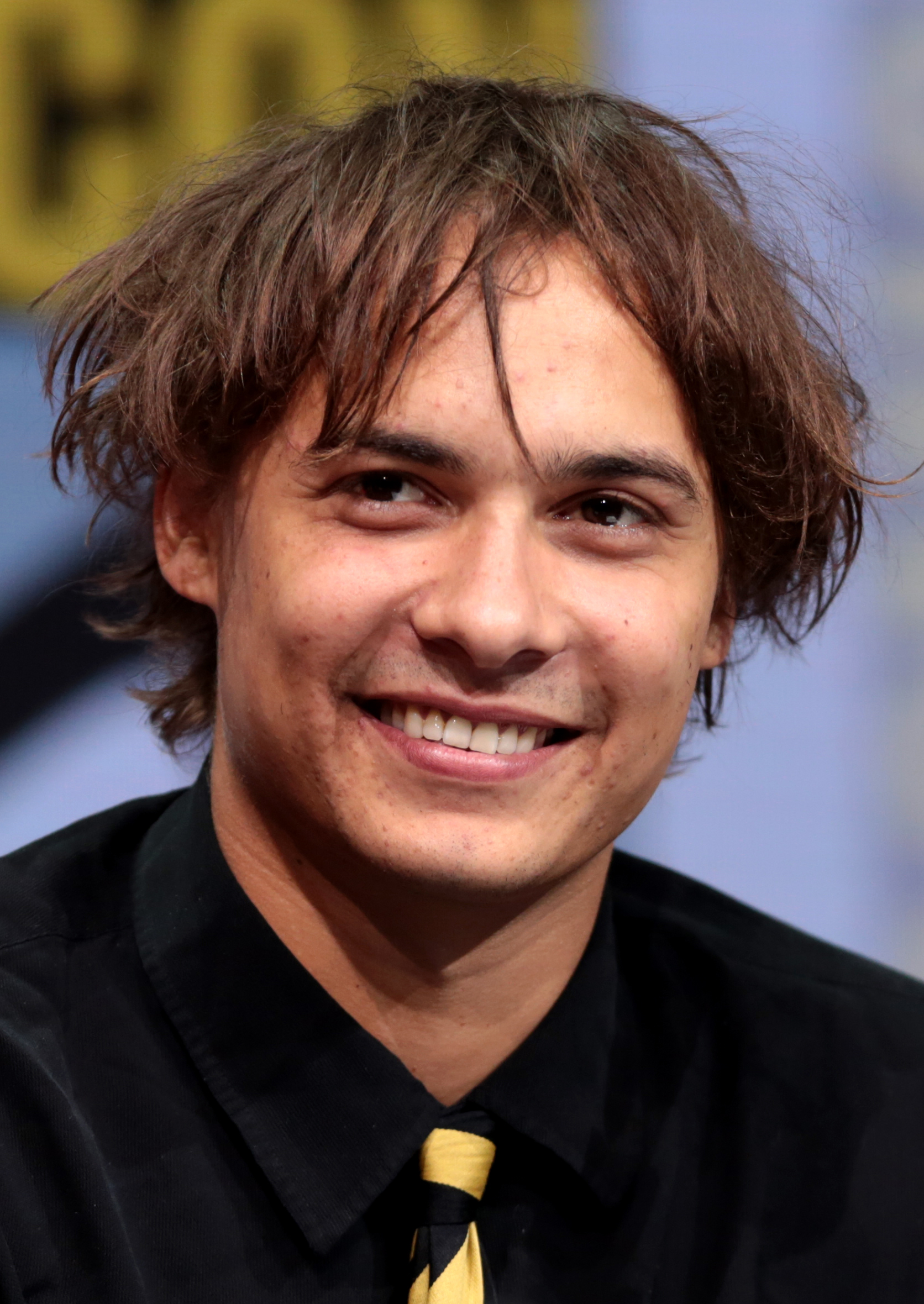
Frank Dillane (2017)

Frank Dillane (* 21. April 1991 in London, England) ist ein britischer Schauspieler.
Er ist der Sohn des Schauspielers Stephen Dillane. Dillane verkörpert im Film Harry Potter und der Halbblutprinz den 16-jährigen Tom Riddle. Dies ist seine zweite Filmrolle, nachdem er 1997 in dem Kriegsfilm Welcome to Sarajevo mitgespielt hatte. Von 2015 bis 2018 spielte er die Rolle des Nick Clark in der Spin-off-Serie Fear the Walking Dead.

## Filmografie
- 1997: Welcome to Sarajevo
- 2009: Harry Potter und der Halbblutprinz (Harry Potter and the Half-Blood Prince)
- 2012: Papadopoulos & Söhne (Papadopoulos & Sons)
- 2015: Sense8 (Fernsehserie, 3 Episoden)
- 2015–2018 Fear the Walking Dead (Fernsehserie, 41 Episoden)
- 2015: Im Herzen der See (In the Heart of the Sea)
- 2018: Astral
- 2019: Johanna – Eine (un)typische Heldin (How to Build a Girl)
- 2020: Viena and the Fantomes
- 2021: The Girlfriend Experience (Fernsehserie, 8 Episoden)
- 2022: The Essex Serpent (Miniserie, 6 Episoden)
- 2024: Renegade Nell (Miniserie)
- 2024: Harvest
- 2025: Urchin